# 清水貴文
清水 貴文（しみず たかふみ、1992年6月30日 - ）は、群馬県出身のサッカー選手。ポジションはMF。

## 経歴
2014年4月25日に、2015年よりジュビロ磐田に入団する事が発表された。また、2014年6月10日から12月まで特別指定選手として、磐田に所属（背番号は36）。
2015年2月8日に行われたJリーグ・スカパー! ニューイヤーカップ・清水エスパルス戦で途中出場し、決勝ゴールを決めた。同年4月26日に行われたJ2第9節・ジェフユナイテッド市原・千葉戦でJリーグデビューを飾り、8月29日に行われた天皇杯1回戦・北陸大学戦では公式戦初ゴールを決めた。ルーキーイヤーは中盤戦までスーパーサブとして出場機会を得た。
2016年4月24日に行われたJ1 1stステージ第8節・サガン鳥栖戦でJ1初出場を果たした。
しかし6月には右ハムストリングス肉離れの負傷。トレーニング合流まで約4～6週間程度を要するなど出場機会を減らした。
2017年3月25日に水戸ホーリーホックへ期限付き移籍する事が発表された。しかし、水戸ではリーグ戦3試合のみの出場となり、シーズン終了後に磐田との契約満了が発表された。同年12月に行われたJリーグ合同トライアウトに出場した。
2018年、関東サッカーリーグ1部の栃木ウーヴァFCに移籍。
同年6月、練習中に前十字靭帯損傷。全治約6ヶ月-8ヶ月の診断を受け、シーズン後半をリハビリにあてた。栃木には5年間在籍したが、2022年12月9日、契約期間の満了の発表があり、東海社会人サッカーリーグ1部のwyvernに移籍した。

## 所属クラブ
- 桐生菱SSC[1]
- FC前橋Jrユース
- 2008年 - 2010年 ジュビロ磐田U-18（磐田東高等学校）
- 2011年 - 2014年 中京大学
  - 2014年6月 - 同年12月 ジュビロ磐田（特別指定選手）
- 2015年 - 2017年  ジュビロ磐田
  - 2017年  水戸ホーリーホック（期限付き移籍）
- 2018年 - 2022年  栃木ウーヴァFC/栃木シティFC
- 2023年 -  wyvern

## 個人成績
| 国内大会個人成績 | 国内大会個人成績 | 国内大会個人成績 | 国内大会個人成績 | 国内大会個人成績 | 国内大会個人成績 | 国内大会個人成績 | 国内大会個人成績 | 国内大会個人成績 | 国内大会個人成績 | 国内大会個人成績 | 国内大会個人成績 |
| 年度             | クラブ           | 背番号           | リーグ           | リーグ戦         | リーグ戦         | リーグ杯         | リーグ杯         | オープン杯       | オープン杯       | 期間通算         | 期間通算         |
| 年度             | クラブ           | 背番号           | リーグ           | 出場             | 得点             | 出場             | 得点             | 出場             | 得点             | 出場             | 得点             |
| 日本             | 日本             | 日本             | 日本             | リーグ戦         | リーグ戦         | リーグ杯         | リーグ杯         | 天皇杯           | 天皇杯           | 期間通算         | 期間通算         |
| ---------------- | ---------------- | ---------------- | ---------------- | ---------------- | ---------------- | ---------------- | ---------------- | ---------------- | ---------------- | ---------------- | ---------------- |
| 2011             | 中京大           | 14               | -                | -                | -                | -                | -                | 1                | 0                | 1                | 0                |
| 2015             | 磐田             | 17               | J2               | 12               | 0                | -                | -                | 2                | 1                | 14               | 1                |
| 2016             | 磐田             | 17               | J1               | 1                | 0                | 4                | 0                | 2                | 0                | 7                | 0                |
| 2017             | 磐田             | 17               | J1               | 0                | 0                | -                | -                | 0                | 0                | 0                | 0                |
| 2017             | 水戸             | 39               | J2               | 3                | 0                | -                | -                | 1                | 0                | 4                | 0                |
| 2018             | 栃木U /栃木C     | 14               | 関東1部          | 6                | 2                | -                | -                | -                | -                | 6                | 2                |
| 2019             | 栃木U /栃木C     | 14               | 関東1部          | 12               | 0                | -                | -                | 1                | 0                | 13               | 0                |
| 2020             | 栃木U /栃木C     | 14               | 関東1部          | 7                | 0                | -                | -                | 1                | 0                | 8                | 0                |
| 2021             | 栃木U /栃木C     | 14               | 関東1部          | 9                | 1                | -                | -                | 2                | 0                | 11               | 1                |
| 2022             | 栃木U /栃木C     | 14               | 関東1部          | 14               | 1                | -                | -                | -                | -                | 14               | 1                |
| 2023             | wyvern           | 15               | 東海1部          |                  |                  | -                | -                | -                | -                |                  |                  |
| 通算             | 日本             | 日本             | J1               | 1                | 0                | 4                | 0                | 2                | 0                | 7                | 0                |
| 通算             | 日本             | 日本             | J2               | 15               | 0                | -                | -                | 3                | 1                | 18               | 1                |
| 通算             | 日本             | 日本             | 関東1部          | 48               | 4                | -                | -                | 4                | 0                | 52               | 4                |
| 通算             | 日本             | 日本             | 東海1部          |                  |                  | -                | -                | 0                | 0                |                  |                  |
| 通算             | 日本             | 日本             | 他               | -                | -                | -                | -                | 1                | 0                | 1                | 0                |
| 総通算           | 総通算           | 総通算           | 総通算           | 64               | 4                | 4                | 0                | 10               | 1                | 78               | 5                |

- 特別指定選手としての試合出場は無し
- Jリーグ初出場 - 2015年4月26日 J2第9節 ジェフユナイテッド市原・千葉戦（フクダ電子アリーナ）
- 公式戦初得点 - 2015年8月29日 天皇杯1回戦 北陸大学戦（ヤマハスタジアム）

## 代表・選抜歴
- U-16日本代表候補（2008年）
- 東海・北信越選抜（2011年、2012年、2013年）
  - 東海学生サッカーリーグ新人賞（2011年）
  - 東海学生サッカーリーグベストイレブン（2013年）